# Morturneria
Morturneria là một chi thằn lằn cổ rắn, được Chatterjee mô tả khoa học năm 1994.